# ماهیچه مایل درونی شکم
عضله مایل داخلی شکم یا (به انگلیسی: Abdominal internal oblique muscle) یکی از عضلات دیوارهٔ قدامی خارجی شکم است. عضلات دیواره قدامی خارجی شکم عبارتند از: عضله راست شکم، عضله مایل خارجی، عضله مایل داخلی و عضله عرضی شکمی

## کارکرد
عضله مایل داخلی شکم در زیر عضله مایل خارجی قرار دارد و از دو سوم خارجی رباط مغبنی، دو سوم قدامی تاج خاصره و از آپونوروز کمری منشأ گرفته و الیاف آن به طرف بالا و جلو رفته به چهار دنده پایین متصل شده و به یک نیام پهن ختم می‌شود که در ساختمان غلاف عضله راست شکم دخالت دارد.
عضلات مایل خارجی و داخلی مسئول خم کردن تنه به راست و چپ و حرکات چرخشی تنه هستند. در شرایطی که مایل بزرگ شل و آزاد است، در طرفین شکم می‌توان این عضله را لمس کرد. به هنگام انجام حرکت درازو نشست و زمانیکه تنه به سمت راست می‌چرخد و آرنج چپ با زانوی راست تماس حاصل می‌کند، عضلات مورب خارجی سمت چپ و مورب داخلی سمت راست منقبض می‌شوند.